# هایتاپ
هایتاپ (زبان ترکی استانبولی: Hayvan Hakları Federasyonu)() یک فدراسیون از سازمان‌های مردم‌نهاد برای حمایت از حقوقِ جانوران در ترکیه است. هم‌اکنون این سازمان در استانبول قرار دارد و در حال حاضر به‌دستِ احمد کمال شنپولت رهبری می‌شود. پی‌آمدِ این مجموعه، افزایشِ کیفیتِ چشمگیر در وضعیتِ زندگیِ جانورانِ بی‌سرپرست و رهاشده در ترکیه بوده‌است.